# حزن ملحوظ
حزن ملحوظ هو مجموعة خواطر من تأليف سي. إس. لويس حول تجربة الفقد نتيجة وفاة زوجته، جوي ديفيدمان، في عام 1960. نُشر الكتاب لأول مرة في عام 1960 تحت الاسم المستعار إن. دبليو. كليرك، وأراد لويس تجنب تحديد هوية المؤلف. على الرغم من إعادة نشره في عام 1963، بعد وفاته، باسمه، ما زال نص الكتاب يُشير إلى زوجته باسم «إتش» (اسمها الأول، هيلين، والذي لم تستخدمه إلا نادرًا).
جُمع الكتاب من دفاتر الملاحظات الأربعة التي استخدمها لويس للتنفيس عن حزنه ومعالجته. وضح المحاولات اليومية للحياة دون جوي، وبحث في القضايا الجوهرية للإيمان والعدالة الإلهية. يُشير ربيب لويس (ابن جوي)، دوغلاس غريشام، في مقدمته لعام 1994، إلى أن استخدام أداة التعريف في العنوان »إيه«، يجعل من الواضح أن حزن لويس ليس تجربة حزن مثالية بسبب فقدان شخص محبوب، بل وجهة نظر فردية لشخص، من بين آخرين لا حصر لهم.
ساعد الكتاب في إلهام فيلم تلفزيوني صدر في عام 1985، وهو أراضي الظل، بالإضافة إلى فيلم صدر في عام 1993 بنفس الاسم.

## الخلاصة
يُعالج الحزن الملحوظ العمليات التي مر بها الدماغ والعقل البشري على مدار فترة الحزن. يتساءل الكتاب عن طبيعة الحزن وما إذا كانت العودة إلى الحياة الطبيعية بعد ذلك أمرًا ممكنًا أم لا في عالم الوجود الإنساني على الأرض. يُشير لويس إلى زوجته باسم »إتش «خلال سلسلة من الخواطر، ويكشف أنها تُوفيت بسبب السرطان بعد ثلاث سنوات فقط من زواجهما، وفقًا لدفتر مذكراته.
كان صريحًا للغاية، إذ تناول الكتاب تفاصيل الغضب والحيرة التي شعر بها تجاه الله بعد وفاة إتش وكذلك انطباعاته عن الحياة دونها. تميزت فترة فقده لزوجته بعملية الانتقال والخروج من مراحل مختلفة من الحزن والذكرى، وأصبح واضحًا أنها أثرت بشدة على تمسكه بالروحانيات.
توصل لويس أخيرًا إلى إعادة تعريف جذرية لوصف إلهه: إذ شعر بالامتنان لتلقي وتجربة هبة الحب الحقيقي.
ينقسم الكتاب إلى أربعة أجزاء. كل جزء مُعنون برقم روماني وبه مجموعة مقتطفات من مجلاته التي تُوثق الانطباعات المبعثرة وحالته الذهنية المتطورة باستمرار.

## ردود الأفعال
ساور لويس الشك وسأل الكثير من الأسئلة الجوهرية عن الإيمان طوال الكتاب. وجد بعض معجبيه الأمر مقلقًا بسبب قصصه الصريحة عن حزنه والشكوك التي عبر عنها. كانوا عازفين عن الاعتقاد بأن الكاتب المسيحي قريب جدًا من اليأس. اعتقد البعض أن الكتاب خيالي. أشار آخرون، مثل منتقديه، إلى أنه أكثر حكمة عندما تغلب على اليأس.

## علاقة الكتاب بالأعمال الأخرى
يُقارن الكتاب غالبًا بكتاب آخر من تأليف لويس، مشكلة الألم، والذي كُتب قبل عشرين عامًا تقريبًا من الحزن الملحوظ.
يسعى كتاب مشكلة الألم إلى تقديم النظرية وراء الألم في العالم. الحزن الملحوظ هو النظرية الحقيقية في الكتاب السابق.
كان الأمر أكثر صعوبة عند تطبيق النظريات التي فرضها الألم الذي أُقحم فيه بشكل وثيق. كان صعبًا على لويس في البداية رؤية سبب نظرياته خلال كرب وفاة زوجته، لكن يمكن رؤية إعادة القبول التدريجي لنظرياته وتقبل المعاناة الحتمية خلال الكتاب.
تنعكس أزمة لويس على وجه التحديد في المقطع التالي من الكتاب: «هل هناك شيء أكثر يقينًا من ذلك في كل تلك الأوقات والأماكن الشاسعة، إذا سُمح لي بالبحث عنها، ينبغي عليّ إيجاد وجهها وصوتها ولمستها في أي مكان؟ ماتت. إنها ميتة. هل الكلمة صعبة لهذه الدرجة؟».